# Eduardo Camavinga
Eduardo Celmy Camavinga (Miconje, 10 de novembro de 2002) é um futebolista francês nascido em Angola que atua como volante ou lateral-esquerdo. Atualmente joga no Real Madrid.

## Carreira

### Rennes
Seus pais fugiram da guerra na República do Congo em 1997 e Eduardo Camavinga nasceu em novembro de 2002 no campo de refugiados de Miconje em Angola. Mudou-se com os seus pais para Lille na França quando tinha dois anos de idade, e jogou nas categorias de base do Drapeau Fougères por cinco anos, antes de assinar com o Rennes em 2013. Promovido ao elenco principal dos Rouge et Noir por Julien Stéphan, que foi seu treinador na equipe B, Camavinga disputou seu primeiro jogo oficial em abril de 2019, no empate por 3–3 com o Angers. Foram, no total, sete partidas pela Ligue 1. Em 14 de dezembro de 2018, quando foi promovido, tornou-se o jogador mais jovem a assinar um contrato profissional com o Rennes.
Poucos dias após renovar o vínculo com os Rouge et Noir, o volante foi o destaque na vitória por 2–1 sobre o Paris Saint-Germain, dando o passe para o gol de Romain del Castillo. Seu desempenho na partida (acertou 40 dos 41 passes que tentou, ganhou 17 disputas contra os adversários e foi ainda o atleta do Rennes que mais vezes tocou na bola) lhe rendeu o prêmio de melhor jogador da partida e também o mais jovem a registrar uma assistência na Ligue 1 desde 2006.
Em agosto de 2019, ganhou o prêmio de Melhor Jogador do mês da Ligue 1 pela primeira vez na carreira, com apenas 16 anos.
Na Liga dos Campeões de 2020–21 ele teve quatro aparições pelo clube, jogou contra o Krasnodar, Chelsea e Sevilla.

### Real Madrid
No dia 31 de agosto de 2021, o Real Madrid anunciou a contratação de Camavinga pelo valor de aproximadamente 30 milhões de euros (188 milhões de reais), com o volante assinando contrato até 30 de junho de 2027. Em sua estreia, substituiu Eden Hazard aos 66 minutos de jogo frente ao Celta de Vigo, pelo campeonato espanhol no estádio Santiago Bernabéu, antes de marcar o primeiro gol dos merengues na goleada por 5 a 2. Poucos dias depois estreou-se na primeira jornada da fase de grupos da Liga dos Campeões a Internazionale, ele entrou como substituto de Luka Modrić.
Em outubro 2021, ele faz parte da lista dos 20 finalistas do troféu Golden Boy.

## Seleção Nacional
Estreou pela Seleção Francesa Sub-21 no dia 15 de novembro de 2019, em uma vitória por 3 a 2 sobre a Geórgia.

### Seleção principal
Em 27 de agosto de 2020, foi convocado pela primeira vez para a Seleção Francesa principal pelo técnico Didier Deschamps, sendo chamado para enfrentar Suécia e Croácia pela Liga das Nações da UEFA. O volante estreou no dia 8 de setembro, contra a Croácia, tornando-se o jogador mais jovem (aos 17 anos, nove meses e 29 dias) a atuar pela Seleção Francesa desde 1945.

#### Copa do Mundo 2022
Em novembro de 2022, Camavinga foi convocado por Deschamps para disputar a Copa do Mundo FIFA de 2022 no Catar.
O volante estreou na Copa no dia 30 de novembro, na derrota francesa para Tunísia por 1 a 0, no Estádio da Cidade da Educação, em jogo válido pela última rodada do Grupo D. Já na grande final contra a Argentina, no dia 18 de dezembro, Camavinga entrou aos 72 minutos e teve boa atuação, mas viu a França ficar com o vice.

## Vida pessoal
Como nasceu na província de Cabinda, em um campo para refugiados Congoleses além cidadania francesa, o jogador também possui cidadania da República do Congo, não possuí a nacionalidade Angolana porque Angola não tem nacionalidade por jus soli.

## Títulos
Rennes[carece de fontes?]
- Copa da França: 2018–19

Real Madrid[carece de fontes?]
- La Liga: 2021–22 e 2023–24
- Supercopa da Espanha: 2021–22 e 2023–24
- Liga dos Campeões da UEFA: 2021–22 e 2023–24
- Supercopa da UEFA: 2022 e 2024
- Copa do Mundo de Clubes da FIFA: 2022
- Copa do Rei: 2022–23
- Copa Intercontinental da FIFA: 2024

### Prêmios individuais
- 2° Lugar no Prêmio GOAL NXGN de 2021[22]
- 5º Lugar no Prêmio GOAL NXGN de 2020[23]
- 60 Jovens Promessas do Futebol Mundial de 2019 (The Guardian)[24]
- Revelação do Futebol Francês de 2019 - France Football
- Jogador do Mês da Ligue 1: Agosto de 2019
- Equipe Mundial do Ano Sub-20 da IFFHS: 2022 [25]